# Liste der denkmalgeschützten Objekte in Sillian
Die Liste der denkmalgeschützten Objekte in Sillian enthält die 19 unbeweglichen denkmalgeschützten Objekte der Gemeinde Sillian (Österreich).

## Denkmäler
| Foto  |                 | Denkmal | Standort                                    | Beschreibung | Metadaten |
| ----- | --------------- | --- | ------------------------------------------- | --- | --- |
| ja    | Datei hochladen | Kath. Filialkirche zum Leidenden Heiland HERIS-ID: 6683 Objekt-ID: 2563 TKK: 19850                                  | gegenüber Arnbach 37a Standort KG: Arnbach  | | BDA-Hist.: Q37923051 Status: § 2a Stand der BDA-Liste: 2025-06-30 Name: Kath. Filialkirche zum Leidenden Heiland GstNr.: .29 Kirche zum Leidenden Heiland Arnbach                             |
| ja    | Datei hochladen | Kriegerfriedhof HERIS-ID: 6684 Objekt-ID: 2564 TKK: 18992                                                           | bei Arnbach 37 Standort KG: Arnbach         | Der Kriegerfriedhof in Arnbach wurde für 90 gefallene Soldaten des Ersten Weltkriegs als Waldfriedhof mit einfachem Holzzaun angelegt. Der Friedhof beherbergt gleichgestaltete, schmiedeeiserne Kreuze mit Namensinschriften und ein überdachtes Friedhofskreuz. | BDA-Hist.: Q37923097 Status: § 2a Stand der BDA-Liste: 2025-06-30 Name: Kriegerfriedhof GstNr.: 210/2 Kriegerfriedhof Arnbach                                                                 |
| ja    | Datei hochladen | Kapelle hl. Veit HERIS-ID: 6687 Objekt-ID: 2567 TKK: 18971                                                          | bei Arnbach 43 Standort KG: Arnbach         | | BDA-Hist.: Q37923289 Status: Bescheid Stand der BDA-Liste: 2025-06-30 Name: Kapelle hl. Veit GstNr.: .34/1 Arnbach, Kapelle hl. Veit                                                          |
| ja    | Datei hochladen | Marienkapelle Raner am Köckberg HERIS-ID: 6685 Objekt-ID: 2565 TKK: 18973                                           | bei Arnbach 64 Standort KG: Arnbach         | | BDA-Hist.: Q37923140 Status: Bescheid Stand der BDA-Liste: 2025-06-30 Name: Marienkapelle Raner am Köckberg GstNr.: .64/2 Marienkapelle Raner am Köckberg                                     |
| ja    | Datei hochladen | Bildstock hl. Joh. Nepomuk HERIS-ID: 6695 Objekt-ID: 2576 TKK: 82119                                                | Arnbach Standort KG: Arnbach                | | BDA-Hist.: Q37924217 Status: § 2a Stand der BDA-Liste: 2025-06-30 Name: Bildstock hl. Joh. Nepomuk GstNr.: 790                                                                                |
| ja    | Datei hochladen | Ehem. Gerichtsgebäude HERIS-ID: 40264 Objekt-ID: 40166 TKK: 18930                                                   | Sillian 8 Standort KG: Sillian              | Der breit gelagerte Bau im Nordwesten des Marktplatzes stammt im Kern wohl aus dem 16. Jahrhundert. Ein Turm wurde erstmals 1362 erwähnt, der lag laut Baubestandsaufnahme von 1791 inmitten des Dorfes, angebaut an die Rückfront des Gerichtshauses (bzw. das später errichtete Gerichtshaus wurde dem Turm vorgelagert). Das Gebäude wurde Ende des 18. Jahrhunderts erweitert. Durch den Umbau in den siebziger Jahren des 20. Jahrhunderts großteils verändert. | BDA-Hist.: Q37993770 Status: Bescheid Stand der BDA-Liste: 2025-06-30 Name: Ehem. Gerichtsgebäude GstNr.: .8 Ehem. Gerichtsgebäude Sillian                                                    |
| ja    | Datei hochladen | Römischer Meilenstein HERIS-ID: 7252 Objekt-ID: 3157 TKK: 18975                                                     | bei Sillian 8 Standort KG: Sillian          | Der Meilenstein wurde 1970 bei Umbauten in einem Keller entdeckt. Die aus Sandstein geformte Rundsäule ist ohne Beschriftung, sie entspricht der XXIV. Meile ab Aguntum. | BDA-Hist.: Q37954469 Status: § 2a Stand der BDA-Liste: 2025-06-30 Name: Römischer Meilenstein GstNr.: 1182/3                                                                                  |
| ja    | Datei hochladen | Annakapelle HERIS-ID: 11822 Objekt-ID: 7940 TKK: 18965                                                              | bei Sillian 9 Standort KG: Sillian          | Die Kapelle wurde im Jahr 1500 neben der Pfarrkirche erbaut. Eine Totalrenovierung fand im Jahre 1729 statt. | BDA-Hist.: Q38113208 Status: § 2a Stand der BDA-Liste: 2025-06-30 Name: Annakapelle GstNr.: .4 Annakapelle (Sillian)                                                                          |
| ja BW | Datei hochladen | Widum HERIS-ID: 6690 Objekt-ID: 2570 TKK: 19849                                                                     | Sillian 23 Standort KG: Sillian             | Der Pfarrhof ist ein dreigeschoßiger, gemauerter, kubischer Bau mit Walmdach, dessen heutiges Erscheinungsbild im Wesentlichen aus dem 16. Jahrhundert stammt, mit teils noch erhaltener mittelalterlicher Bausubstanz in der südlichen Haushälfte (Kellerwände, Erdgeschoß). Spätgotische Details, wie spitzbogige Nische an der Ostfassade und spitzbogige Tür im Flur, und eine Balkendecke um 1400, im Erdgeschoß Fensterfaschen. Das ursprünglich hölzerne Dachgeschoß wurde bei einem späteren Umbau zu einem zweiten Obergeschoß gemauert und ausgebaut. Innen teilweise barockisiert, Wandmalereien aus dem 18. Jahrhundert und um 1800. | BDA-Hist.: Q37923572 Status: § 2a Stand der BDA-Liste: 2025-06-30 Name: Widum GstNr.: 11 Widum Sillian                                                                                        |
| ja    | Datei hochladen | Kath. Pfarrkirche Unsere Liebe Frau Mariae Himmelfahrt HERIS-ID: 6688 Objekt-ID: 2568 TKK: 16504                    | neben Sillian 23 Standort KG: Sillian       | → Hauptartikel : Dekanatspfarrkirche Sillian f1 | BDA-Hist.: Q1329627 Status: § 2a Stand der BDA-Liste: 2025-06-30 Name: Kath. Pfarrkirche Unsere Liebe Frau Mariae Himmelfahrt GstNr.: .5 Pfarrkirche Maria Himmelfahrt (Sillian)              |
| ja    | Datei hochladen | Totenkapelle HERIS-ID: 110254 Objekt-ID: 127934 TKK: 60528                                                          | neben Sillian 23 Standort KG: Sillian       | Die Kapelle ist in die nördliche Umfassungsmauer des Friedhofes integriert. Sie hat einen rechteckigen Grundriss, eine Vorhalle, einen rundbogigen Chor und wird durch ein steiles schindelgedecktes Satteldach über Hohlkehle abgeschlossen. Der Eingang erfolgt im Süden über ein zweiflügeliges Rundbogenportal, vom Friedhof her. In der tonnengewölbten Vorhalle große rundbogige Wandöffnungen. Innen flach gedeckt, in der Apsis zwei kleine Rundfenster. | BDA-Hist.: Q37817867 Status: Bescheid Stand der BDA-Liste: 2025-06-30 Name: Totenkapelle GstNr.: .243 Totenkapelle (Sillian)                                                                  |
| ja    | Datei hochladen | Friedhof HERIS-ID: 7251 Objekt-ID: 3156 TKK: 82103                                                                  | bei Sillian 23 Standort KG: Sillian         | Der Friedhof wurde 1441 gemeinsam mit der Pfarrkirche geweiht, und in den Jahren 1760 und 1844 erweitert. Von 1949 bis 1952 erfolgte noch eine Erweiterung nach Nordwesten. Er umgibt die Kirche und ist durch eine asymmetrisch verlaufende Mauer mit Eingängen im Westen und Osten begrenzt. Die unregelmäßig strukturierte Anlage mit teils dichter Gräberreihung weist zahlreiche schmiedeeiserne Kreuze auf. In der nördlich verlaufenden Mauer befinden sich Wandnischen zu seiten der Totenkapelle. | BDA-Hist.: Q37954437 Status: § 2a Stand der BDA-Liste: 2025-06-30 Name: Friedhof GstNr.: .4, 1, 8 Friedhof Sillian                                                                            |
| ja    | Datei hochladen | Ehem. Gasthaus zur Sennerei HERIS-ID: 6694 Objekt-ID: 2575 TKK: 18935                                               | Sillian 51 Standort KG: Sillian             | Das charakteristische Pustertaler Landgasthaus am östlichen Ortsrand hat einen Baukern aus dem 16. Jahrhundert, die Balkendecke im Keller ist mit 1571/72 dendrodatiert. Es folgten eine Erweiterung um 1600, ein barocker Ausbau und eine umfangreiche historistische Renovierungsphase. Archivalisch als „Kranebitherische Wirtsbehausung“ in der zweiten Hälfte des 18. Jahrhunderts belegt. Das Haus war im 19. Jahrhundert bis 1885 eine Poststation mit Wirtsgerechtigkeit. In den ersten Jahrzehnten des 20. Jahrhunderts erfolgte die Umbenennung in „Gasthaus zur Sennerei“. Der Bau ist mit seiner Giebelfront zur Straße hin orientiert, ein zweigeschoßiger Mauerbau mit giebelseitig erschlossenem Mittelflurgrundriss, regelmäßiger Achsengliederung und Walmdach über einer Hohlkehle. Der westseitige eingeschoßige Anbau stammt aus der Zeit um 1600 und hat ein Stichkappengewölbe. Die Fassadierung ist historistisch mit geputzter Eckquaderung, Faschenrahmung und Gesimsbänderung, an der Südseite eine Veranda aus der Zeit um 1900. Innen ebenerdige Küche mit Tonnengewölbe und Stichkappen. Im Obergeschoß Stuckdecken und Rahmenfüllungstüren mit Landschaftsansichten in Grisailletechnik aus der zweiten Hälfte des 18. Jahrhunderts. | BDA-Hist.: Q37924072 Status: Bescheid Stand der BDA-Liste: 2025-06-30 Name: Ehem. Gasthaus zur Sennerei GstNr.: 49                                                                            |
| ja    | Datei hochladen | Ortskapelle Unser Herr im Elend, Elendstöckl HERIS-ID: 6700 Objekt-ID: 2581 TKK: 18967                              | gegenüber Sillian 135 Standort KG: Sillian  | Der stattliche Kapellenbau steht an der Drautal Straße westlich des Ortes und ist teilweise in den Hang gebaut. Die Kapelle wurde um 1800 errichtet. Sie hat einen rechteckigen Grundriss, eine geschwungene Giebelfassade, einen eingezogenen Polygonalchor und ist mit einem steilen schindelgedeckten Satteldach über breiter Hohlkehle und eingangsseitigen Dachreiter gedeckt. Im Inneren ein Tonnengewölbe über flachen Pilastern und durchlaufendem Profilgesims. Die Wand- und Deckenmalerei stammt von Wolfram Köberl aus dem Jahre 1953. | BDA-Hist.: Q37924742 Status: § 2a Stand der BDA-Liste: 2025-06-30 Name: Ortskapelle Unser Herr im Elend, Elendstöckl GstNr.: 1307 Ortskapelle Unser Herr im Elend                             |
| ja    | Datei hochladen | Missions- und Bußpredigerkreuz HERIS-ID: 6689 Objekt-ID: 2569 TKK: 18980                                            | Sillian Standort KG: Sillian                | Auf einem gemauerten Natursteinsockel steht ein hohes schlichtes Holzkreuz zwischen zwei Linden. Am Fuß des Kreuzes befindet sich ein verglaster hölzerner Kasten mit flachem schindelgedeckten Satteldach, darin eine qualitätsvolle barocke Figurengruppe Pietà aus Holz, polychrom gefasst, aus dem 18. Jahrhundert. | BDA-Hist.: Q37923397 Status: § 2a Stand der BDA-Liste: 2025-06-30 Name: Missions- und Bußpredigerkreuz GstNr.: 1181/1 Missions- und Bußpredigerkreuz Sillian                                  |
| ja    | Datei hochladen | Bildstock, hl. Joh. Nepomuk am Hauptplatz HERIS-ID: 6692 Objekt-ID: 2572 TKK: 18979                                 | Sillian 115a Standort KG: Sillian           | Der monumentale spätbarocke Säulenbildstock mit der Figur des hl. Nepomuk steht am Marktplatz und ist vom Typus im Osttiroler Raum einzigartig. Der Bildstock wurde um die Mitte des 18. Jahrhunderts errichtet. Auf einem hohen gemauerten Podest mit lisenenartiger Eckbetonung steht ein Säulenbaldachin, darunter eine qualitätvolle Figur des hl. Johannes Nepomuk. | BDA-Hist.: Q37923750 Status: § 2a Stand der BDA-Liste: 2025-06-30 Name: Bildstock, hl. Joh. Nepomuk am Hauptplatz GstNr.: 1184 Bildstock hl. Johannes Nepomuk (Sillian)                       |
| ja    | Datei hochladen | Pranger HERIS-ID: 6693 Objekt-ID: 2573 TKK: 18974                                                                   | Sillian 115a Standort KG: Sillian           | Die Prangersäule am Marktplatz stellt das einzig erhaltene Beispiel ihrer Art in Osttirol dar. Die Steinsäule mit Entasis, Basis mit Wulstring und Eckzier über quadratischer Plinthe und toskanischem Kapitell wird von einer steinernen Kugel bekrönt. Am Schaft eine schmiedeeiserne Kette. Der Pranger stammt vermutlich aus dem 17. Jahrhundert. | BDA-Hist.: Q37923889 Status: § 2a Stand der BDA-Liste: 2025-06-30 Name: Pranger GstNr.: 1184 Pranger Sillian                                                                                  |
| ja    | Datei hochladen | Militärische Bauten des 1. Weltkriegs am Frontabschnitt Karnischer Kamm HERIS-ID: 113137 Objekt-ID: 131373seit 2019 | Standort KG: Sillian                        | → Hauptartikel : Karnischer Höhenweg f1 | BDA-Hist.: Q105659110 Status: Bescheid Stand der BDA-Liste: 2025-06-30 Name: Militärische Bauten des 1. Weltkriegs am Frontabschnitt Karnischer Kamm GstNr.: 1156/1, 1160 Karnischer Höhenweg |
| ja    | Datei hochladen | Kapelle Kopsgute (Walder oder Tedler) HERIS-ID: 6702 Objekt-ID: 2583 TKK: 18968                                     | bei Sillianberg 28 Standort KG: Sillianberg | | BDA-Hist.: Q37925020 Status: Bescheid Stand der BDA-Liste: 2025-06-30 Name: Kapelle Kopsgute (Walder oder Tedler) GstNr.: 800 Kapelle Kopsgute Sillianberg                                    |